# USS Vincennes (1826)
El USS Vincennes (1826) fue un balandro de guerra de la clase Boston de 703 toneladas en la Armada de los Estados Unidos que prestó servicio desde 1826 hasta 1865. Durante su servicio, el barco patrulló el Pacífico, exploró la Antártida y bloqueó la costa del Golfo Confederado en la Guerra Civil. Nombrado así por la Batalla de la Guerra Revolucionaria de Vincennes, fue el primer buque de guerra de Estados Unidos en circunnavegar el mundo.

## Construido en Brooklyn
Fue una de las diez balandras de guerra cuya construcción fue autorizada por el Congreso el 3 de marzo de 1825. Fue depositada en Nueva York en 1825, lanzada el 27 de abril de 1826 y comisionada el 27 de agosto de 1826, al mando del comandante principal William Compton Bolton.

## Primer crucero mundial
El barco zarpó por primera vez el 3 de septiembre de 1826, desde Nueva York con destino al Pacífico a través del Cabo de Hornos. Navegó extensamente en ese océano, visitando las islas hawaianas en 1829 para luego dirigirse a Macao en 1830, bajo el mando del comandante William B. Finch. : pp.208–9  Su viaje de regreso se realizó a través de China, Filipinas, el Océano Índico y el Cabo de Buena Esperanza. El capellán del barco, Charles Samuel Stewart, publicó un libro sobre el viaje. Después de casi cuatro años, el barco regresó a Nueva York el 8 de junio de 1830, convirtiéndose así en el primer barco de la Armada de los EE. UU. en circunnavegar la Tierra. Dos días después, fue dado de baja de la Armada.

## Operaciones de las Indias Occidentales y Guam
Después de las reparaciones y nuevamente puesta en servicio, el buque operó en las Indias Occidentales y el Golfo de México como parte del Escuadrón de las Indias Occidentales en 1831-1832. Después de un largo brote de fiebre amarilla,nuevamente fue dada de baja por un tiempo en 1833 antes de navegar una vez más.
Partió para un segundo despliegue en el Pacífico en 1833, convirtiéndose de esta manera en el primer buque de guerra estadounidense en hacer escala en Guam. Navegó de nuevo alrededor del mundo para regresar a la costa este de Estados Unidos en junio de 1836.

## Apoyando la expedición de Wilkes

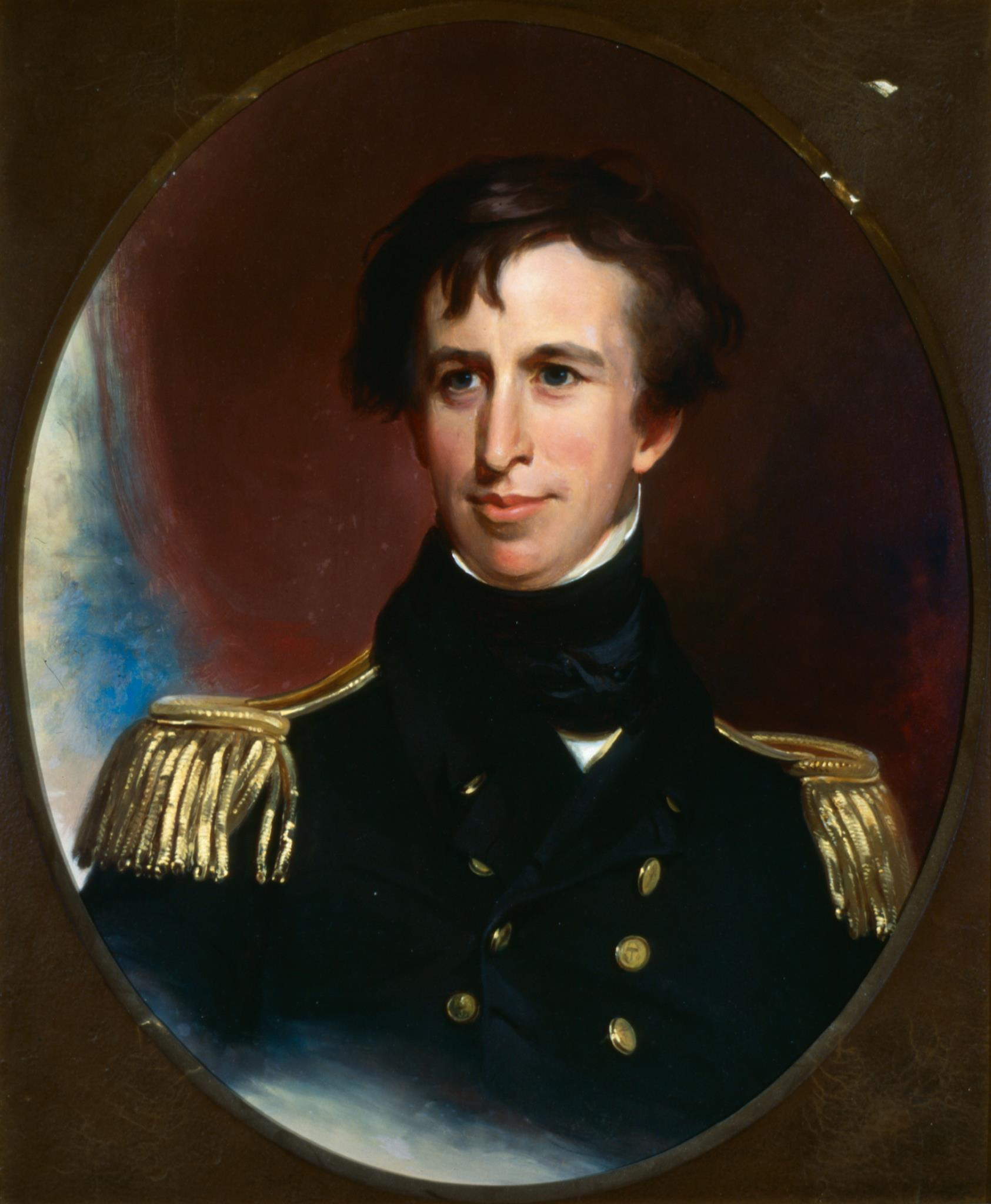
Teniente Charles Wilkes, comandante de la Expedición Exploradora de los Estados Unidos 1838-1842

En 1836 fue nuevamente desarmada mientras se sometía a remodelación. Fue reacondicionada con una cubierta de mástil ligera y declarada el buque insignia de la Expedición de Topografía y Exploración de los Mares del Sur a la región antártica.
En agosto de 1838, bajo el mando del teniente Charles Wilkes, la expedición zarpó de Hampton Roads para realizar estudios a lo largo de la costa de América del Sur, antes de realizar un breve estudio de la Antártida a principios de 1839. Al entrar en el Pacífico Sur en agosto y septiembre de 1839, sus cartógrafos redactaron mapas de esa zona que todavía se utilizan en la actualidad.
A finales de 1839,tras realizar las operaciones de reconocimiento y otros trabajos científicos a lo largo de la costa oeste de América del Sur y en el Pacífico Sur durante el resto del año, el buque llegó a Sídney, Australia, su base para un crucero pionero a la Antártida. En el puerto expuso involuntariamente su falta de defensas y seguridad cuando se deslizó sin ser notada al amparo de la oscuridad. Entre mediados de enero y mediados de febrero de 1840, operó a lo largo de la costa helada del continente más austral. La costa por la que navegó el barco se conoce hoy como Wilkes Land, un nombre dado en los mapas desde 1841.
El resto de su trayectoria incluyó visitas a las islas del Pacífico Sur, Hawái, la zona del río Columbia, Puget Sound, California, la isla Wake, Filipinas y Sudáfrica. Este tercer viaje alrededor del mundo finalizó en Nueva York en junio de 1842.

## Operaciones de 1842-1847
El buque fue asignado al Escuadrón Nacional y puesto bajo el mando del comandante Franklin Buchanan, un distinguido oficial quién tiempo después se convirtió en el primer superintendente de la Academia Naval de los Estados Unidos. Navegó a las Indias Occidentales y por toda la costa mexicana hasta el verano de 1844. Aunque este deber resultó relativamente tranquilo, el buque rescató a dos bergantines ingleses en tierra frente a la costa de Texas y recibió el agradecimiento del gobierno británico por este servicio. También se ordenó a Buchanan que evitara cualquier intento de invasión por parte de México de la nueva República de Texas. Esta eventualidad nunca se materializó, y el Vincennes regresó a Hampton Roads el 15 de agosto para ingresar al dique seco.
El 4 de junio de 1845, zarpó hacia el Lejano Oriente bajo el mando del capitán Hiram Paulding. La acompañaba el buque de línea Columbus, al mando del capitán Thomas Wyman ; y ambos formaron un pequeño escuadrón bajo el mando del comodoro James Biddle, quien llevó una carta del secretario de Estado John C. Calhoun a Caleb Cushing, comisionado estadounidense en China, autorizando a Cushing a hacer el primer contacto oficial con el gobierno japonés.

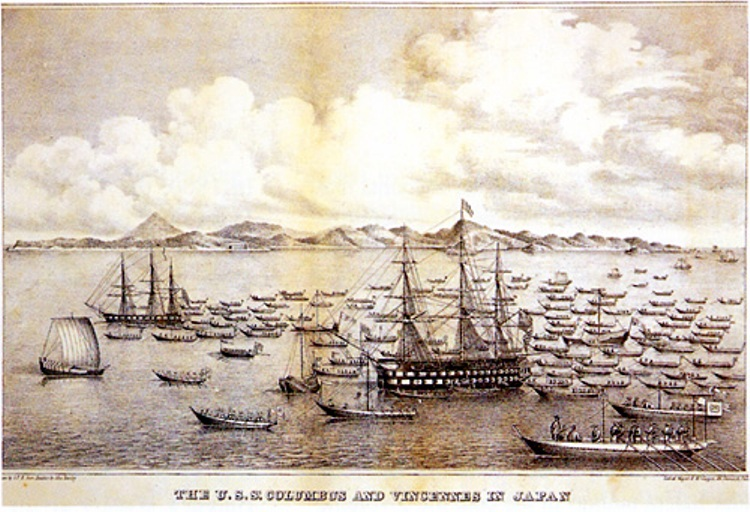
Vincennes y en Japón.

El escuadrón navegó hacia Macao a través de Río de Janeiro y el Cabo de Buena Esperanza. El comodoro Biddle llegó sano y salvo a Macao solo para descubrir que Cushing ya había partido a casa y que su sucesor, Alexander H. Everett, estaba demasiado enfermo para hacer el viaje. Por lo tanto, Biddle decidió conducir él mismo las negociaciones.
En consecuencia, los buques Vincennes y Columbus zarparon hacia Japón el 7 de julio de 1846 y anclaron frente a Uraga el 19 de julio. Los japoneses rodearon los barcos y no permitieron que nadie aterrizara. A pesar de ello, los visitantes fueron tratados con cortesía. Los intentos del comodoro Biddle de forzar la apertura del Japón feudal al comercio multinacional fueron cortésmente rechazados y los barcos levaron anclas el 29 de julio. El buque Colón regresó a los Estados Unidos a través del Cabo de Hornos, pero el Vincennes permaneció en la Estación China un año más antes de regresar a Nueva York el 1 de abril de 1847. Aquí, fue dada de baja en dique seco y en reposo.

## Operaciones de 1849-1860
El buque permaneció en régimen ordinario hasta 1849. Puesto nuevamente en servicio el 12 de noviembre de 1849, zarpó de Nueva York exactamente un mes después, con destino al Cabo de Hornos y la costa oeste de América del Sur. El 2 de julio de 1850, mientras yacía frente a Guayaquil, Ecuador, albergó al general revolucionario ecuatoriano Elizalde durante tres días durante uno de los frecuentes disturbios civiles en ese país. Navegando hacia San Francisco, California, el barco perdió a 36 miembros de su tripulación a causa de la fiebre del oro que barría California en ese momento. Girando hacia el sur, navegó frente a América del Sur hasta finales de 1851, siguiendo de cerca las actividades de los revolucionarios en tierra.
Realizó una visita a las islas hawaianas a finales de año y de allí navegó hacia Puget Sound, donde llegó el 2 de febrero de 1852. Ancló brevemente allí y regresó vía San Francisco - Horn a Nueva York, donde llegó el 21 de septiembre y fue dada nuevamente de baja el 24.
Después de las reparaciones y un período ordinario, el buque fue puesto nuevamente en servicio el 21 de marzo de 1853. El 13 de mayo partió hacia Norfolk, Virginia para unirse a su segunda expedición exploratoria, sirviendo como buque insignia del estudio del comandante Cadwalader Ringgold del mar de China, el Pacífico norte, y el estrecho de Bering. El 11 de junio de 1853, el escuadrón salió de Norfolk. Durante su trayecto, rodeó el Cabo de Buena Esperanza y trazó numerosas islas y bancos de arena en el Océano Índico antes de llegar a China en marzo de 1854. Aquí el comodoro Matthew Calbraith Perry relevó a Ringgold por razones médicas y dio el mando de la expedición al teniente John Rodgers.
El buque navegó para inspeccionar las islas Bonin y Ladrone y regresó a Hong Kong en febrero de 1855. La expedición zarpó nuevamente en marzo para examinar las islas entre la cadena Ryūkyū y Japón, y luego las Kuriles. Abandonó el escuadrón en Petropavlovsk, Rusia, y entró en el estrecho de Bering, navegando hacia el noroeste hacia la isla de Wrangel. Las barreras de hielo impidieron que el barco llegara a este destino, pero se acercó más que cualquier otro barco anterior. Regresó a San Francisco a principios de octubre y luego navegó hacia el Cuerno y Nueva York, donde llegó el 13 de julio de 1856 para completar otra circunnavegación del globo.
Luego, el buque operó con el Escuadrón Africano en las operaciones de 1857-1860.

## Servicio durante la guerra civil estadounidense

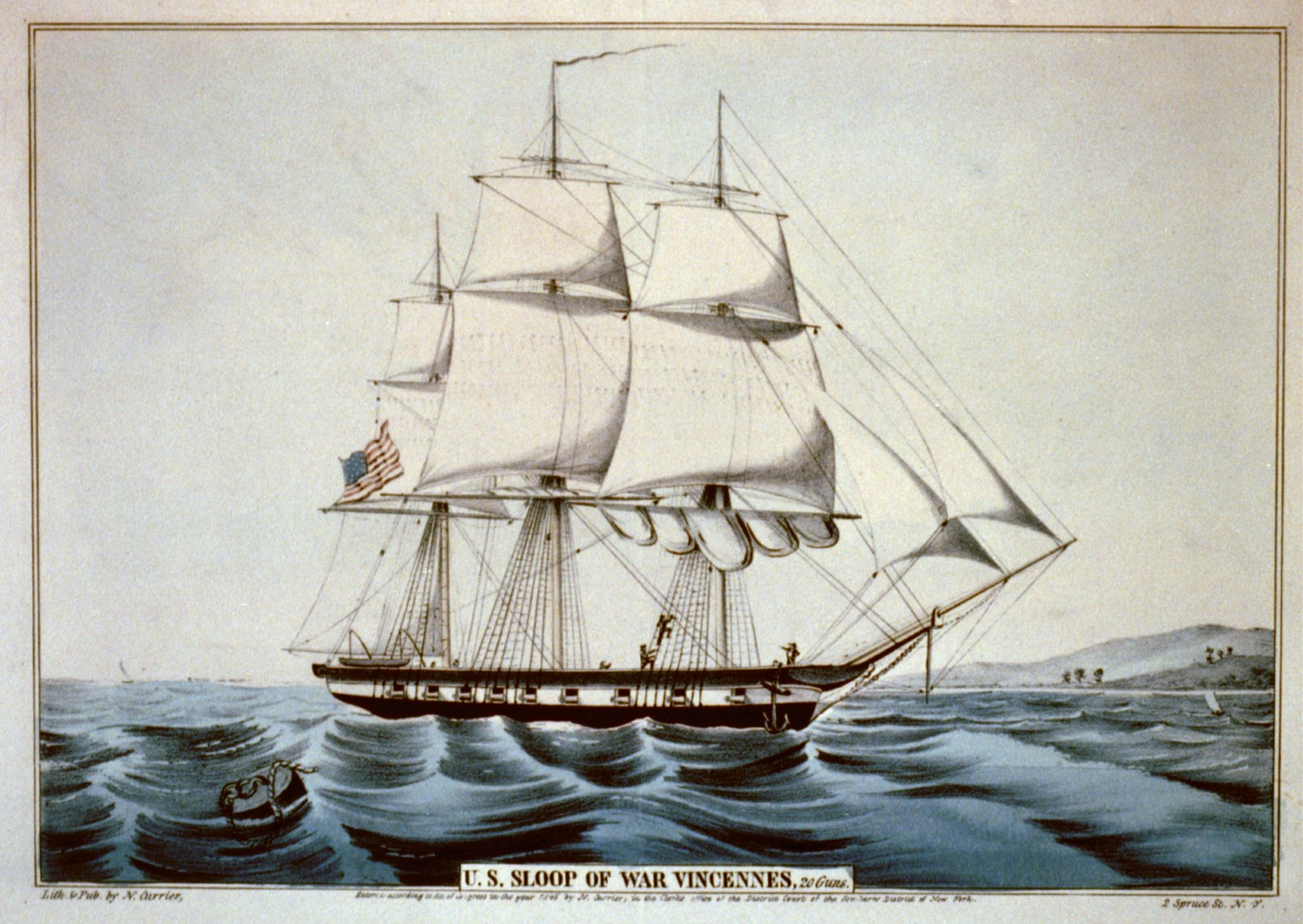
Una litografía coloreada del USS Vincennes

Al estallar la guerra civil estadounidense en abril de 1861, el buque fue puesto nuevamente en servicio el 29 de junio y asignado al servicio en el Escuadrón de Bloqueo del Golfo. Llegó al frente de Fort Pickens, Florida, el 3 de septiembre, y se le ordenó ayudar en la ocupación de Head of Passes, río Misisipi, y permanecer allí en servicio de bloqueo. Aunque los buques de guerra federales se desplegaron con éxito, el 12 de octubre de 1861, el carnero con revestimiento metálico confederado Manassas y armados vapores Ivy y James L. Day condujo a los bloqueadores de la Unión de Jefe de pases en la Batalla de la Cabeza de pases, obligando al tornillo sloop- de guerra Richmond y Vincennes a encallar. El Vincennes recibió la orden de abandonarlo y destruirlo para evitar su captura, y su ingeniero conectó un fósforo lento al cargador del barco mientras sus hombres se refugiaban en otros barcos. Sin embargo, el ingeniero cortó la mecha encendida y la arrojó por la borda antes de que la revista pudiera explotar y, después de que los barcos confederados se retiraran temprano en la tarde, el Vincennes fue reflotado.
Después del ataque de la Confederación, la balandra de guerra de la Unión continuó en servicio de bloqueo frente a los Pasos del Misisipi, capturando la barca británica Emperatriz, la que encalló en el Paso Noreste con un gran cargamento de café. El 4 de marzo de 1862, se le ordenó que se dirigiera a Pensacola, Florida, para relevar a Mississippi y pasó los siguientes seis meses viajando entre Pensacola y Mobile, Alabama, realizando patrullas de rutina y de reconocimiento. El 4 de octubre, se le ordenó asumir el mando del bloqueo frente a Ship Island, Misisipi, y de proteger el paso fuera de Mississippi Sound. Mientras estaba desplegado, las tripulaciones del barco y Clifton capturaron la barcaza H. McGuin en Bay St. Louis, Mississippi, el 18 de julio de 1863. El buque también informó de la captura de dos barcos cargados de alimentos.

## Fin de servicio de guerra y desmantelamiento

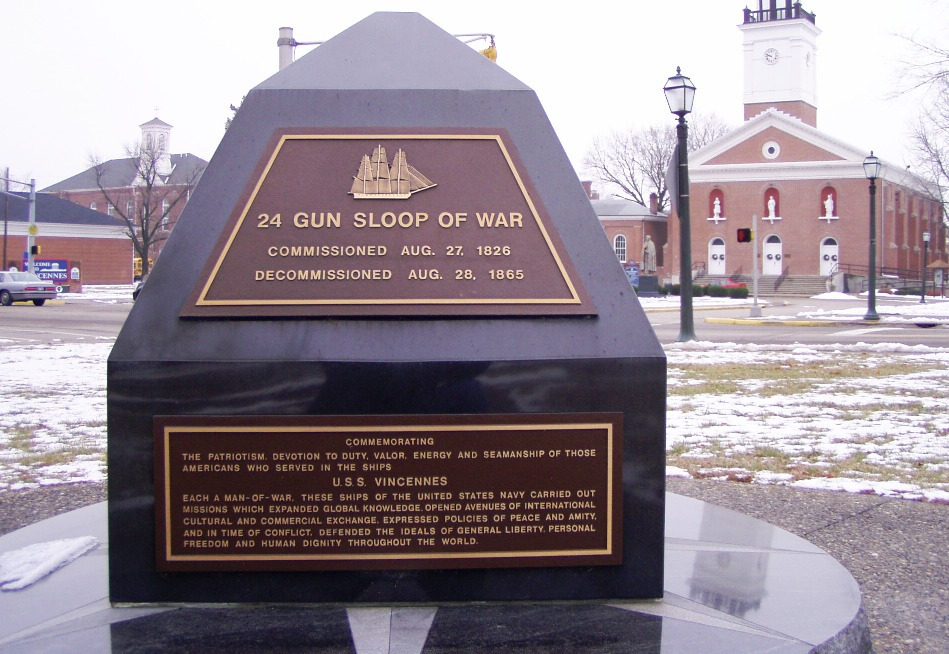
Monumento al USS Vincennes en Vincennes, Patrick Henry Square de Indiana

El buque permaneció fuera de Ship Island durante el resto de la guerra y fue depositado en ordinario en el Boston Navy Yard el 28 de agosto de 1865. La veterana viajera mundial fue dada de baja en agosto de 1865 y vendida en una subasta pública en Boston el 5 de octubre de 1867 por aproximadamente $ 5,000.00, completando una carrera que la convirtió en uno de los barcos que más viajes realizó para la Marina.